# Peter Gortjakov
Peter Gortjakov var en rysk furste.
Gortjakov var vojvod i Smolensk och försvarade jämte bojaren Sjein denna stad 1609-11 mot kung Sigismund III av Polen, vilken dock till sist genom stormning att intaga densamma.